# Xã Bloomington, Quận Butler, Kansas
Xã Bloomington (tiếng Anh: Bloomington Township) là một xã thuộc quận Butler, tiểu bang Kansas, Hoa Kỳ. Năm 2010, dân số của xã này là 535 người.